# Pelosia angusta
Pelosia angusta är en fjärilsart som beskrevs av Otto Staudinger 1887. Pelosia angusta ingår i släktet Pelosia och familjen björnspinnare. Inga underarter finns listade i Catalogue of Life.